# FA Cup 1973/74
Der FA Cup 1973/74 war die 93. Austragung des The Football Association Challenge Cup (meist als FA Cup bekannt).
Der Pokalwettbewerb startete mit der Qualifikation zwischen dem 1. September 1973 und dem 13. November 1973. Die Hauptrunde begann anschließend ab dem 24. November 1973 und endete mit dem Finale in Wembley in London am 4. Mai 1974 vor einer Kulisse von offiziell 100.000 Zuschauern. Sieger des Wettbewerbs wurde zum zweiten Mal der FC Liverpool. Unterlegener Finalist war Newcastle United.

## Wettbewerb

### Erste Hauptrunde
| Datum             |                    | Ergebnis |                        |
| ----------------- | ------------------ | -------- | ---------------------- |
| 24. November 1973 | AFC Bournemouth    | 1:0      | Charlton Athletic      |
| 24. November 1973 | Alfreton Town      | 0:0      | Blyth Spartans         |
| 24. November 1973 | FC Altrincham      | 2:0      | Hartlepool United      |
| 24. November 1973 | Banbury United     | 0:0      | Northampton Town       |
| 24. November 1973 | AFC Bideford       | 0:2      | Bristol Rovers         |
| 24. November 1973 | Boston United      | 0:0      | Hayes & Yeading United |
| 24. November 1973 | Bradford City      | 2:0      | AFC Workington         |
| 24. November 1973 | Cambridge United   | 3:2      | FC Gillingham          |
| 24. November 1973 | FC Chester         | 1:0      | Telford United         |
| 24. November 1973 | FC Chesterfield    | 0:0      | FC Barnsley            |
| 24. November 1973 | Colchester United  | 2:3      | Peterborough United    |
| 24. November 1973 | Crewe Alexandra    | 0:0      | FC Scarborough         |
| 24. November 1973 | FC Dagenham        | 0:4      | FC Aldershot           |
| 24. November 1973 | Doncaster Rovers   | 1:0      | Lincoln City           |
| 24. November 1973 | Exeter City        | 0:1      | FC Alvechurch          |
| 24. November 1973 | Halifax Town       | 6:1      | Frickley Colliery      |
| 24. November 1973 | FC Formby          | 0:2      | Oldham Athletic        |
| 24. November 1973 | FC Hendon          | 3:0      | FC Leytonstone         |
| 24. November 1973 | Hereford United    | 3:1      | Torquay United         |
| 24. November 1973 | Hillingdon Borough | 0:4      | Grantham Town          |
| 24. November 1973 | Hitchin Town       | 1:1      | Guildford City         |
| 24. November 1973 | Huddersfield Town  | 2:0      | Wigan Athletic         |
| 24. November 1973 | FC King’s Lynn     | 1:0      | FC Wimbledon           |
| 24. November 1973 | Plymouth Argyle    | 2:1      | FC Brentford           |
| 24. November 1973 | FC Reading         | 3:0      | Slough Town            |
| 24. November 1973 | AFC Rochdale       | 2:0      | FC South Shields       |
| 24. November 1973 | Rotherham United   | 2:1      | FC Southport           |
| 24. November 1973 | FC Runcorn         | 0:1      | Grimsby Town           |
| 24. November 1973 | Scunthorpe United  | 1:0      | FC Darlington          |
| 24. November 1973 | Southend United    | 3:0      | FC Boreham Wood        |
| 24. November 1973 | Stockport County   | 0:1      | Port Vale              |
| 24. November 1973 | Tranmere Rovers    | 2:1      | FC Bury                |
| 24. November 1973 | FC Walsall         | 1:0      | Swansea City           |
| 24. November 1973 | Walton & Hersham   | 0:0      | Brighton & Hove Albion |
| 24. November 1973 | FC Watford         | 1:0      | Chelmsford City        |
| 24. November 1973 | FC Weymouth        | 0:1      | Merthyr Town           |
| 24. November 1973 | AFC Willington     | 0:0      | Blackburn Rovers       |
| 24. November 1973 | AFC Wrexham        | 1:1      | Shrewsbury Town        |
| 24. November 1973 | Wycombe Wanderers  | 3:1      | AFC Newport County     |
| 24. November 1973 | York City          | 0:0      | Mansfield Town         |

#### Wiederholungsspiele
| Datum             |                        | Ergebnis |                  |
| ----------------- | ---------------------- | -------- | ---------------- |
| 27. November 1973 | Shrewsbury Town        | 0:1      | AFC Wrexham      |
| 28. November 1973 | FC Barnsley            | 2:1      | FC Chesterfield  |
| 28. November 1973 | Blyth Spartans         | 2:1      | Alfreton Town    |
| 28. November 1973 | Brighton & Hove Albion | 0:4      | Walton & Hersham |
| 28. November 1973 | Guildford City         | 1:4      | Hitchin Town     |
| 28. November 1973 | Hayes & Yeading United | 1:2      | Boston United    |
| 28. November 1973 | FC Scarborough         | 2:1      | Crewe Alexandra  |
| 29. November 1973 | Northampton Town       | 3:2      | Banbury United   |
| 3. Dezember 1973  | Blackburn Rovers       | 6:1      | AFC Willington   |
| 10. Dezember 1973 | Mansfield Town         | 5:3      | York City        |

### Zweite Hauptrunde
| Datum             |                   | Ergebnis |                     |
| ----------------- | ----------------- | -------- | ------------------- |
| 15. Dezember 1973 | FC Aldershot      | 1:2      | Cambridge United    |
| 15. Dezember 1973 | FC Alvechurch     | 6:1      | FC King’s Lynn      |
| 15. Dezember 1973 | FC Barnsley       | 1:1      | Bradford City       |
| 15. Dezember 1973 | Blackburn Rovers  | 0:0      | FC Altrincham       |
| 15. Dezember 1973 | Boston United     | 1:0      | Hitchin Town        |
| 15. Dezember 1973 | FC Chester        | 3:2      | Huddersfield Town   |
| 15. Dezember 1973 | Doncaster Rovers  | 3:0      | Tranmere Rovers     |
| 15. Dezember 1973 | Halifax Town      | 0:1      | Oldham Athletic     |
| 15. Dezember 1973 | Grantham Town     | 1:1      | AFC Rochdale        |
| 15. Dezember 1973 | Grimsby Town      | 1:1      | Blyth Spartans      |
| 15. Dezember 1973 | Hereford United   | 3:0      | Walton & Hersham    |
| 15. Dezember 1973 | Mansfield Town    | 1:1      | Scunthorpe United   |
| 15. Dezember 1973 | Merthyr Town      | 0:3      | FC Hendon           |
| 15. Dezember 1973 | Northampton Town  | 1:2      | Bristol Rovers      |
| 15. Dezember 1973 | Plymouth Argyle   | 1:0      | FC Walsall          |
| 15. Dezember 1973 | Port Vale         | 2:1      | FC Scarborough      |
| 15. Dezember 1973 | Southend United   | 2:0      | FC Reading          |
| 15. Dezember 1973 | FC Watford        | 0:1      | AFC Bournemouth     |
| 15. Dezember 1973 | AFC Wrexham       | 3:0      | Rotherham United    |
| 15. Dezember 1973 | Wycombe Wanderers | 1:3      | Peterborough United |

#### Wiederholungsspiele
| Datum             |                   | Ergebnis |                  |
| ----------------- | ----------------- | -------- | ---------------- |
| 18. Dezember 1973 | AFC Rochdale      | 3:5      | Grantham Town    |
| 18. Dezember 1973 | Scunthorpe United | 1:0      | Mansfield Town   |
| 19. Dezember 1973 | FC Altrincham     | 0:2      | Blackburn Rovers |
| 19. Dezember 1973 | Blyth Spartans    | 0:2      | Grimsby Town     |
| 19. Dezember 1973 | Bradford City     | 2:1      | FC Barnsley      |

### Dritte Hauptrunde
| Datum          |                         | Ergebnis |                     |
| -------------- | ----------------------- | -------- | ------------------- |
| 5. Januar 1974 | Aston Villa             | 3:1      | FC Chester          |
| 5. Januar 1974 | Birmingham City         | 5:2      | Cardiff City        |
| 5. Januar 1974 | Bolton Wanderers        | 3:2      | Stoke City          |
| 5. Januar 1974 | Bradford City           | 4:2      | FC Alvechurch       |
| 5. Januar 1974 | Bristol City            | 1:1      | Hull City           |
| 5. Januar 1974 | Cambridge United        | 2:2      | Oldham Athletic     |
| 5. Januar 1974 | Carlisle United         | 0:0      | AFC Sunderland      |
| 5. Januar 1974 | FC Chelsea              | 0:0      | Queens Park Rangers |
| 5. Januar 1974 | Crystal Palace          | 0:2      | AFC Wrexham         |
| 5. Januar 1974 | Derby County            | 0:0      | Boston United       |
| 5. Januar 1974 | FC Everton              | 3:0      | Blackburn Rovers    |
| 5. Januar 1974 | FC Fulham               | 1:0      | Preston North End   |
| 5. Januar 1974 | Grantham Town           | 0:2      | FC Middlesbrough    |
| 5. Januar 1974 | Grimsby Town            | 0:2      | FC Burnley          |
| 5. Januar 1974 | Ipswich Town            | 3:2      | Sheffield United    |
| 5. Januar 1974 | Leicester City          | 1:0      | Tottenham Hotspur   |
| 5. Januar 1974 | FC Liverpool            | 2:2      | Doncaster Rovers    |
| 5. Januar 1974 | Manchester United       | 1:0      | Plymouth Argyle     |
| 5. Januar 1974 | FC Millwall             | 1:1      | Scunthorpe United   |
| 5. Januar 1974 | Newcastle United        | 1:1      | FC Hendon           |
| 5. Januar 1974 | Norwich City            | 0:1      | FC Arsenal          |
| 5. Januar 1974 | Nottingham Forest       | 4:3      | Bristol Rovers      |
| 5. Januar 1974 | FC Orient               | 2:1      | AFC Bournemouth     |
| 5. Januar 1974 | Oxford United           | 2:5      | Manchester City     |
| 5. Januar 1974 | Peterborough United     | 3:1      | Southend United     |
| 5. Januar 1974 | Port Vale               | 1:1      | Luton Town          |
| 5. Januar 1974 | FC Portsmouth           | 3:3      | Swindon Town        |
| 5. Januar 1974 | Sheffield Wednesday     | 0:0      | Coventry City       |
| 5. Januar 1974 | FC Southampton          | 2:1      | Blackpool           |
| 5. Januar 1974 | West Bromwich Albion    | 4:0      | Notts County        |
| 5. Januar 1974 | West Ham United         | 1:1      | Hereford United     |
| 5. Januar 1974 | Wolverhampton Wanderers | 1:1      | Leeds United        |

#### Wiederholungsspiele
| Datum           |                     | Ergebnis |                         |
| --------------- | ------------------- | -------- | ----------------------- |
| 8. Januar 1974  | Coventry City       | 3:1      | Sheffield Wednesday     |
| 8. Januar 1974  | Doncaster Rovers    | 0:2      | FC Liverpool            |
| 8. Januar 1974  | Hull City           | 0:1      | Bristol City            |
| 8. Januar 1974  | Oldham Athletic     | 3:3      | Cambridge United        |
| 8. Januar 1974  | Scunthorpe United   | 1:0      | FC Millwall             |
| 9. Januar 1974  | Boston United       | 1:6      | Derby County            |
| 9. Januar 1974  | FC Hendon           | 0:4      | Newcastle United        |
| 9. Januar 1974  | Hereford United     | 2:1      | West Ham United         |
| 9. Januar 1974  | Leeds United        | 1:0      | Wolverhampton Wanderers |
| 9. Januar 1974  | Luton Town          | 4:2      | Port Vale               |
| 9. Januar 1974  | AFC Sunderland      | 0:1      | Carlisle United         |
| 9. Januar 1974  | Swindon Town        | 0:1      | FC Portsmouth           |
| 14. Januar 1974 | Cambridge United    | 1:2      | Oldham Athletic         |
| 15. Januar 1974 | Queens Park Rangers | 1:0      | FC Chelsea              |

### Vierte Hauptrunde
| Datum           |                     | Ergebnis |                      |
| --------------- | ------------------- | -------- | -------------------- |
| 26. Januar 1974 | FC Arsenal          | 1:1      | Aston Villa          |
| 26. Januar 1974 | FC Fulham           | 1:1      | Leicester City       |
| 26. Januar 1974 | Hereford United     | 0:1      | Bristol City         |
| 26. Januar 1974 | FC Liverpool        | 0:0      | Carlisle United      |
| 26. Januar 1974 | Luton Town          | 3:0      | Bradford City        |
| 26. Januar 1974 | Manchester United   | 0:1      | Ipswich Town         |
| 26. Januar 1974 | Newcastle United    | 1:1      | Scunthorpe United    |
| 26. Januar 1974 | Oldham Athletic     | 1:4      | FC Burnley           |
| 26. Januar 1974 | Peterborough United | 1:4      | Leeds United         |
| 26. Januar 1974 | Queens Park Rangers | 2:0      | Birmingham City      |
| 26. Januar 1974 | FC Southampton      | 3:3      | Bolton Wanderers     |
| 26. Januar 1974 | AFC Wrexham         | 1:0      | FC Middlesbrough     |
| 27. Januar 1974 | Coventry City       | 0:0      | Derby County         |
| 27. Januar 1974 | FC Everton          | 0:0      | West Bromwich Albion |
| 27. Januar 1974 | Nottingham Forest   | 4:1      | Manchester City      |
| 27. Januar 1974 | FC Portsmouth       | 0:0      | FC Orient            |

#### Wiederholungsspiele
| Datum           |                      | Ergebnis |                  |
| --------------- | -------------------- | -------- | ---------------- |
| 29. Januar 1974 | Carlisle United      | 0:2      | FC Liverpool     |
| 29. Januar 1974 | FC Orient            | 1:1      | FC Portsmouth    |
| 30. Januar 1974 | Aston Villa          | 2:0      | FC Arsenal       |
| 30. Januar 1974 | Bolton Wanderers     | 0:2      | FC Southampton   |
| 30. Januar 1974 | Derby County         | 0:1      | Coventry City    |
| 30. Januar 1974 | Leicester City       | 2:1      | FC Fulham        |
| 30. Januar 1974 | Scunthorpe United    | 0:3      | Newcastle United |
| 30. Januar 1974 | West Bromwich Albion | 1:0      | FC Everton       |
| 5. Februar 1974 | FC Portsmouth        | 2:0      | FC Orient        |

### Fünfte Hauptrunde
| Datum            |                      | Ergebnis |                     |
| ---------------- | -------------------- | -------- | ------------------- |
| 16. Februar 1974 | Bristol City         | 1:1      | Leeds United        |
| 16. Februar 1974 | FC Burnley           | 1:0      | Aston Villa         |
| 16. Februar 1974 | Coventry City        | 0:0      | Queens Park Rangers |
| 16. Februar 1974 | FC Liverpool         | 2:0      | Ipswich Town        |
| 16. Februar 1974 | Luton Town           | 0:4      | Leicester City      |
| 16. Februar 1974 | FC Southampton       | 0:1      | AFC Wrexham         |
| 16. Februar 1974 | West Bromwich Albion | 0:3      | Newcastle United    |
| 17. Februar 1974 | Nottingham Forest    | 1:0      | FC Portsmouth       |

#### Wiederholungsspiele
| Datum            |                     | Ergebnis |               |
| ---------------- | ------------------- | -------- | ------------- |
| 19. Februar 1974 | Leeds United        | 0:1      | Bristol City  |
| 19. Februar 1974 | Queens Park Rangers | 3:2      | Coventry City |

### Sechste Hauptrunde
| Datum        |                     | Ergebnis |                   |
| ------------ | ------------------- | -------- | ----------------- |
| 9. März 1974 | Bristol City        | 0:1      | FC Liverpool      |
| 9. März 1974 | FC Burnley          | 1:0      | AFC Wrexham       |
| 9. März 1974 | Newcastle United    | 4:3      | Nottingham Forest |
| 9. März 1974 | Queens Park Rangers | 0:2      | Leicester City    |

#### Wiederholungsspiele
| Datum         |                  | Ergebnis |                   |
| ------------- | ---------------- | -------- | ----------------- |
| 18. März 1974 | Newcastle United | 0:0      | Nottingham Forest |
| 21. März 1974 | Newcastle United | 1:0      | Nottingham Forest |

### Halbfinale
Die ersten beiden Spiele wurden am 30. März 1974 und das Wiederholungsspiel am 3. April 1974 ausgetragen.
|                  | Ergebnis |                | Ort        |
| ---------------- | -------- | -------------- | ---------- |
| FC Liverpool     | 0:0      | Leicester City | Manchester |
| Newcastle United | 2:0      | FC Burnley     | Sheffield  |

#### Wiederholungsspiel
|              | Ergebnis |                | Ort        |
| ------------ | -------- | -------------- | ---------- |
| FC Liverpool | 3:1      | Leicester City | Birmingham |

### Finale
| FC Liverpool                             | FC Liverpool | Newcastle United | Newcastle United |
| ---------------------------------------- | --- | --- | ---------------- |
| FC Liverpool                             | \| Finale \| \| Samstag, 4. Mai 1974 in London (Wembley) \| \| Ergebnis: 3:0 (0:0) \| \| Zuschauer: 100.000 \| \| Schiedsrichter: Gordon Kew \| \| Spielbericht \|                      | \| Finale \| \| Samstag, 4. Mai 1974 in London (Wembley) \| \| Ergebnis: 3:0 (0:0) \| \| Zuschauer: 100.000 \| \| Schiedsrichter: Gordon Kew \| \| Spielbericht \|                                        | Newcastle United |
| FC Liverpool                             | Ray Clemence – Tommy Smith, Alec Lindsay – Phil Thompson, Peter Cormack, Emlyn Hughes – Kevin Keegan, Brian Hall, Steve Heighway, John Toshack, Ian Callaghan Cheftrainer: Bill Shankly | Willie McFaul – Frank Clark, Alan Kennedy – Terry McDermott, Pat Howard, Bobby Moncur – Jimmy Smith (75. Tommy Gibb), Tommy Cassidy, Malcolm Macdonald, John Tudor, Terry Hibbitt Cheftrainer: Joe Harvey | Newcastle United |
| FC Liverpool                             | 1:0 Kevin Keegan (57.) 2:0 Steve Heighway (74.) 3:0 Kevin Keegan (88.) | | Newcastle United |
| Finale                                   | | |                  |
| Samstag, 4. Mai 1974 in London (Wembley) | | |                  |
| Ergebnis: 3:0 (0:0)                      | | |                  |
| Zuschauer: 100.000                       | | |                  |
| Schiedsrichter: Gordon Kew               | | |                  |
| Spielbericht                             | | |                  |